# Fédération de Russie de hockey sur glace
Pour les articles homonymes, voir FHR.
La fédération de Russie de hockey sur glace porte le nom de Федерация хоккея России, également abrégé par le sigle ФХР (FHR).

## Histoire

La Russie soviétique rejoint la Ligue Internationale de hockey sur glace le 1er avril 1952 alors que le hockey est joué dans le pays depuis 1911, ceci sous la forme du bandy. En 1946-47, le premier championnat d'URSS est organisée par la fédération.
Le 25 avril 2006, Vladislav Tretiak ancien joueur soviétique de légende — il remporte au cours de sa carrière douze titre de champion d'URSS et dix médailles d'or du championnat du monde, entre autres trophées — est élu en tant que président de la fédération, le jour de son 54e anniversaire.